# Alexandros
[Alexandros]는 일본의 록 밴드이다. 2014년 3월까지 [Champagne]이라는 이름을 사용했다.

## 구성원

### 현재 일원
- 가와카미 요헤이 (川上洋平, 1982년 6월 22일(42세)) - 보컬, 기타 (2007년-현재)
- 이소베 히로유키 (磯部寛之, 1982년 12월 29일(42세)) - 베이스 기타, 코러스 (2007년-현재)
- 시라이 마사키 (白井眞輝, 1982년 12월 12일(42세)) - 기타 (2007년-현재)
- 쇼무라 사토야스 (庄村聡泰, 1984년 3월 21일(41세)) - 드럼 (2010년-현재)

### 전 일원
- 이시카와 히로키 (石川博基, 1982년 9월 22일(42세)) - 드럼 (2007년-2010년)

## 같이 보기
- 일본의 록 음악